# Embarcadero Technologies
Embarcadero es una compañía de software norteamericana. Fue fundada en 1993 y desde entonces se ha dedicado al desarrollo de herramientas, IDEs y compiladores para desarrolladores de software, DBA's y arquitectos de software. El primer CEO fue Ben T. Smith IV, siendo el actual Jim Douglas.
El 7 de mayo de 2008 Borland y Embarcadero Technologies anunciaron que Embarcadero había llegado a un acuerdo con Borland para la compra de CodeGear. El proceso de compra finalizó en junio de 2008.

## Productos
- DBArtisan
- ER-Studio
- C++Builder
- C#Builder
- Delphi
- Delphi for PHP
- Delphi Prism (.NET edition)
- Interbase
- JBuilder
- Turbo C++ (versión recortada de C++Builder)
- Turbo C# (versión recortada del C#Builder)
- Turbo Delphi (versión recortada del Delphi)
- RAD Studio (incluye Delphi y C++Builder)
- 3rdRail para Ruby on Rails
- Blackfish SQL